# جونگ میونگ
جونگ میونگ (کره‌ای: 화정; لاتین‌نویسی اصلاح‌شده: Hwajeong) یا سیاست پر زرق و برق (انگلیسی: Splendid Politics) یک مجموعهٔ تلویزیونی کره جنوبی است که در سال ۲۰۱۵ به نمایش درآمد. بازیگران آن شامل چا سونگ وون، لی یون هی، کیم جه‌وون، سو کانگ جون، هان جو وان و جو سونگ ها می‌شود. این مجموعه از ۱۳ آوریل تا ۲۹ سپتامبر ۲۰۱۵، روزهای دوشنبه و سه‌شنبه ساعت ۲۲:۰۰ (کی‌اس‌تی) برای ۵۰ قسمت از ام‌بی‌سی پخش شد.
عنوان کره‌ای این مجموعه که هواجونگ (화정) است، نسخهٔ کوتاه شدهٔ Hwaryeohan Jeongchi (با معنای تحت‌اللفظی «سیاست پر زرق و برق») است.

## دربارهٔ مجموعه
سریال جونگ میونگ را چویی جونگ گیو و کیم سانگ هو کارگردانی کرده‌اند و چا سونگ وون و لی یون هی در آن به ایفای نقش پرداخته‌اند.

## خلاصهٔ داستان
«جونگ میونگ» دختری شش یا هفت ساله فرزند ملکه و امپراتور بزرگ در کشور بزرگ چوسان زندگی می‌کند. او در چند دهه شاهد تغییرات سیاسی و نظامی کشور خود است و در تمام این سال‌ها با وجود خطرات بسیار، تلاش می‌کند تا کشورش را در شرایط دشوار جنگ با کشورهای دیگر و از اختلافات داخلی نجات دهد. او در این راه برادر کوچک و پدر خود را از دست می‌دهد و خودش نیز به سرزمین دیگری فرار می‌کند و مجبور می‌شود به عنوان کارگر معدن به سختی کار کند. اما بعد از سال‌ها به کشورش بازمی‌گردد. او همواره با برادرهای ناتنی خود که یکی بعد از دیگری بر تخت امپراتوری تکیه می‌زنند، همکاری و گاهی مخالفت می‌کند تا بتواند وطن کوچک خود را به کشوری قدرتمند تبدیل کند. جونگ میونگ به مسئول ادارهٔ اسلحه‌سازی به نام هونگ جو وون علاقه‌مند شده و عاشق پسری می‌شود و …

## بازیگران
بازیگران اصلی
- چا سونگ وون در نقش شاهزاده گوانگ هی
  - لی ته هوان در نقش نوجوانی شاهزاده گوانگ هی

لی یئون هی در نقش شاهزاده جونگ میونگ، همسر هونگ جوون، دختر ملکه این موک وپادشاه سئونجو، خواهر شاهزاده گوانگ‌هیگون، عمه پادشاه اینجو
- - جونگ چان بی در نقش نوجوانی شاهزاده جونگ میونگ
    - هو جونگ ئون در نقش کودکی شاهزاده جونگ میونگ
- کیم جه‌وون در نقش پادشاه اینجو

سئو کانگ جون در نقش هونگ جوون
- - یون چان یونگ در نقش نوجوانی هونگ جوون
    - چویی کون سو در نقش کودکی هونگ جوون
- هان جو وان در نقش کانگ این وو
  - آن دو گیو در نقش کودکی کانگ این وو
    - لی تائه وو در نقش کودکی کانگ این وو

بازیگران پشتیبان
- جو سونگ ها در نقش کانگ جوسون
- شین اون-جونگ در نقش ملکه این موک
- کیم مین سو در نقش جو یوجونگ
- جئون جین سئو در نقش شاهزاده بزرگ (یونگ چانگ)
- چویی جونگ هوان در نقش شاهزاده ایم هائه
- جانگ سئونگ جو در نقش شاهزاده جونگ وون
- کیم گیو سون در نقش شاهزاده جونگ هیه
- لی تائه ری در نقش شاهزاده بونگ ریم (بعداً پادشاه هیوجونگ چوسان)
- کیم هی-جونگ  در نقش گانگ بین، همسر ولیعهد سوهیون
- گونگ میونگ در نقش جاگیونگ
- پارک یونگ گیو در نقش پادشاه سئونجو
- کیم یئوجین در نقش کیم گیشی
- جونگ وونگ این در نقش یی ایچوم
- ئوم هیو سوپ در نقش هونگ یئونگ
- کانگ مون یونگ در نقش بانو یون
- کیم چانگ وان در نقش جناب آوری
- هان میونگ کو در نقش چونگ این هونگ
- لی سونگ میندر نقش یی دوک هیونگ
  - نام داروم در نقش نوجوانی یی دوک هیونگ
- کیم سونگ ووک در نقش یی هانگ بوک
- یو سونگ موک در نقش یو هی بون
- پارک وون سانگ در نقش جانگ بونگ سو
- کیم کوانگ گیو در نقش یی یونگ بو
- کواک دونگ یئون در نقش یی ئی ریپ
- جو جه ریونگ در نقش بانگ گون
- لی سونگ هیونگ در نقش یی سو
- هوانگ یونگ هی در نقش اوک جو
- بک سو ریون در نقش سو ریون گه
- کیم کی بانگ در نقش گوبوک
- کیم سویی در نقش بانو چوی (ندیمه جونگ میونگ)
- لی سونگ آ در نقش ملکه این ریول
- ایم هو در نقش جی چان
- لی جه یونگ در نقش وزیر کیم سانگ هیون (چونگ اوم)
- کیم یونگ ایم در نقش بانو جانگ
- ری مین در نقش بک سونگ
- ایم هیون سونگ
- کنجی یوشی مورا
- لی چانگ
- لی مین هو در نقش شاهزاده بونگ ریم
- بائک سونگ هیون در نقش شاهزاده سو هیون
- چائه بین در نقش ملکه جانگ نیول
- جو مین کی در نقش کیم جاجوم[۴]